# Aktinos
Aktinos är en infektionssjukdom som drabbar framför allt nötkreatur men ibland även hästdjur och små idisslare, till exempel tamfår. Sjukdomen innebär att det bildas var i muskel- och bindväv och ben oftast i munhålan. Sjukdomen är inte vanlig, men i en drabbad besättning kan så mycket som 25 % av djuren vara drabbade. Aktinos finns i två former, mjukdelsaktinos och benaktinos.

## Spridning
Mjukdelsaktinos orsakas av bakterien Actinobacillus lignieresii och benaktinos av bakterien Actinomyces bovis, två bakterier som ingår i munhålans normalflora. Det erfordras emellertid någon form av vävnadsskada, till exempel sår, för att bakterien skall kunna ta sig in i vävnaden och därmed orsaka sjukdom.

## Sjukdomsförlopp
Det sjuka djuret uppvisar bölder, i storlek ungefär från en ärta till ett hönsägg. Bölderna kan främst ses i munhålan, på hakan eller på läpparna, men kan via blodet spridas till andra delar av kroppen, till exempel juvret. Detta gör att djuren får svårt att äta, vilket medför en gradvis nedsättning av det allmänna hälsotillståndet. Bölderna kan spricka och ger då ifrån sig ett segt, gulgrönt var.Tungan kan vara affekterad och kallas då trätunga. Vid benaktinos drabbas det underliggande skelettet i käken, så kallad osteomyelit.

## Behandling
Om djuret insjuknat så långt att det inte längre kan äta anses behandling vara meningslös och djuret bör då nödslaktas. I de fall där man tidigt kan konstatera mjukdelsaktinos sker behandlingen med jod eller tetracyklin. Benaktinos anses mycket svårbehandlad.

## Förebyggande
Eftersom bakterien anses finnas i djurens normala miljö bör en förebyggande behandling gå ut på att förebygga sårskador i allmänhet och särskilt på munslemhinnan. Ett sjukt djur måste omedelbart hållas åtskilt. Om djuret är behandlingsbart bör det inte släppas tillbaka till den övriga besättningen förrän efter en månad efter friskförklaringen. Foderplatser, vattenkar och dylikt måste desinficeras med ett kraftigt preparat.